# 福島県道284号曲木中野目線
福島県道284号曲木中野目線（ふくしまけんどう284ごう まがきなかのめせん）は、福島県石川郡石川町と西白河郡矢吹町とを結ぶ一般県道である。

## 路線概要
- 起点：石川郡石川町大字曲木字切通
- 終点：西白河郡矢吹町中野目東
- 総延長：4.616km[1]
  - 実延長：4.586km
- 路線認定年月日：1959年8月31日[2]

### 道路施設
- 川の目橋

## 通過する自治体
- 石川郡石川町 - 石川郡玉川村 - 西白河郡矢吹町

## 接続・交差する道路
- 石川町内
  - 福島県道139号母畑白河線（曲木字切通 起点）
- 玉川村内
  - 国道118号（川辺字中沖）
- 矢吹町内
  - 福島県道106号石川矢吹線（中野目東 終点）

## 沿線
- JR水郡線 川辺沖駅